# Gnomidolon bipartitum
Gnomidolon bipartitum là một loài bọ cánh cứng trong họ Cerambycidae.